# Jumbo (canção)
"Jumbo" é uma canção dos Bee Gees lançada como single em 1968. Tem vocal principal de Barry Gibb. Na época, não entrou em nenhum álbum, mas fez parte das gravações do álbum Idea, entrando, então, como bônus no relançamento deste álbum em 2006.
O lançamento do single gerou certa controvérsia, pois, no começo, a canção promovida como A-side era "The Singer Sang His Song" (e inclusive, no Reino Unido, quase todos os compactos foram prensados com esta canção sendo o lado A), de forma que essa faixa até chegou a entrar em algumas paradas, mas, ao fim, a Polydor decidiu-se por "Jumbo".

## Faixas
7" (Polydor 56242 [RUN] / Atco. 45-6570 [EUA/CAN])
Todas as faixas escritas e compostas por B., R. & M. Gibb. 
| Lado A |                |         |  |
| N.º    | Título         | Duração |  |
| 1.     | "Jumbo [Mono]" | 2:07    |  |

| Lado B         |                                   |         |  |
| N.º            | Título                            | Duração |  |
| 2.             | "The Singer Sang His Song [Mono]" | 3:07    |  |
| Duração total: | Duração total:                    | 5:14    |  |

## Posições nas paradas
| Parada                | Posição |
| --------------------- | ------- |
| Alemanha (BVMI)       | 5       |
| Austrália (ARIA)      | 20      |
| Áustria (IFPI AUT)    | 9       |
| Bélgica (BEA)         | 18      |
| Canadá (Music Canada) | 16      |
| Estados Unidos (RIAA) | 57      |
| França (SNEP)         | 25      |
| Países Baixos (NVPI)  | 3       |
| Reino Unido (BPI)     | 25      |
| Suíça (IFPI SUI)      | 4       |